# Королева реки
«Королева реки» (англ. River Queen) — историческая драма 2005 года режиссёра Винсента Уорда («Куда приводят мечты», сценарист фильма ужасов «Чужой 3»), снятая совместно Великобританией и Новой Зеландией и посвященная событиям восстания Титоковару (1868-1869) — эпизода Новозеландских «земельных войн».

## Сюжет
Теглайн фильма: «Когда кругом тьма, видеть может только сердце».
1868 год. В Новой Зеландии идут «земельные войны» между белыми поселенцами и аборигенами.
Молодая ирландка Сара живёт на военной базе в Новой Зеландии. Её возлюбленный из народа маори умирает во время эпидемии гриппа, но у Сары остаётся от него сын. Когда мальчику исполнилось 7 лет, дед из маори похищает его. Сестра и отец Сары, испугавшись, уплывают на лодке по реке — навсегда. Она же остается, чтобы найти и вернуть своего сына.
Вооружённые стычки маори и колонизаторов. Сару просят вылечить вождя вражеского племени, смертельно больного, и она это делает, потому что за это ей пообещали вернуть сына. Но выясняется, что спустя 10 лет он отчаялся ждать мать, а племя заменило ему дом и вырастило его.
Сару гложет совесть за спасение врага, она мечется между двумя лагерями, пытаясь понять, где её дом.
Это история войны не с точки зрения политического патриотизма, а со стороны женщины, чья жизнь от юных лет до обветренной зрелости прошла на неспокойной земле и вдали от близких.

## В ролях
| Актёр            | Роль          |
| ---------------- | ------------- |
| Саманта Мортон   | Сара О'Брайан |
| Кифер Сазерленд  | Дойл          |
| Клифф Кертис     | Вирему        |
| Антон Лессер     | майор Бэйн    |
| Темуэра Моррисон | Те Кай По     |
| Даниэль Кормак   | Виола         |
| Стивен Ри        | Фрэнсис       |